# Bianca Ryan
Bianca Taylor Ryan (Filadelfia, 1º settembre 1994) è una cantante statunitense, che a soli 11 anni ha vinto la prima edizione del talent show America's Got Talent.

## Biografia
Bianca Ryan è la seconda di quattro figli (Shawn, Isabella e Jagger) di Shawn e Janette Ryan. È irlandese da parte di padre e giapponese da parte di madre.
A otto anni si avvicina alla musica gospel ed R&B, sorprendendo suo padre che si chiede chi sia la donna di colore nel corpo di sua figlia.
Nel 2004 Shawn Ryan decide di far seguire Bianca dal maestro di musica Sal Dupree.
La bambina viene notata dalla giornalista Denise Bauchens che le scrive un articolo sul News Gleaner, in cui consiglia alle major di ascoltare la voce di Bianca.
Tra le sue artiste preferite vi sono Mariah Carey, Kelly Clarkson e Patti LaBelle.

## Carriera
Nel 2002 si esibisce in alcuni importanti convegni al Madison Square Garden e al Lincoln Financial Field e canta l'inno americano per le squadre di football americano, basket ed hockey New Jersey Nets, New York Knicks, New York Rangers, Philadelphia 76ers, Philadelphia Eagles e Philadelphia Growl.
Nel 2003 partecipa al talent show Star Search, appare tra l'altro nei programmi Showtime at the Apollo e The Tom Joyner Show.
Nei mesi successivi recita in diversi spot pubblicitari per la catena di ristoranti Chuck E. Cheese' e lo zoo di Filadelfia.
Nel 2006 recita nel film Twelve and Holding di Michael Cuesta.
Durante il periodo d'uscita del suo primo album Bianca partecipa a diversi programmi tv e manifestazioni molto popolari e riconosciute tra cui il talk show Oprah Winfrey Show e la Thanksgiving Day Parade.

## America's Got Talent
Nel 2006 partecipa alle audizioni del talent show America's Got Talent con il brano di Jennifer Holliday And I'm telling you (I'm not going), dal musical di Broadway Dreamgirls. Bianca riesce a sorprendere il pubblico e la giuria con la sua voce potente ed emozionante. Brandy dichiara subito la preferenza per la bambina, David Hasselhoff la definisce una star, mentre Piers Morgan critica il suo look consigliandole di cambiarlo.
La prima performance di Bianca diventa uno dei video più visti nella storia dell'archivio interattivo YouTube.
Nelle semifinali canta il brano di Janis Joplin Piece of my heart. L'esibizione viene apprezzata dai giudici ma tutti e tre pensano che il brano non sia adatto a lei.
Per la finale, l'insegnante di canto Yolanda Adams decide di far cantare a Bianca un altro brano tratto dal musical Dreamgirls intitolato I am changing. La scelta si rivela azzeccata, la giuria apprezza l'esibizione e il 17 agosto 2006 Bianca Ryan vince America's Got Talent conquistando 1 milione di $ (circa 1 milione di €).
Il 24 agosto 2006 Bianca vola a New York per incontrare i rappresentanti di una famosa casa discografica. Lo stesso giorno il Northeast Times rivela che la cantante è in collaborazione con il manager Peter Rudge e il produttore David Foster.
Il mese seguente la cantante si sposta a Los Angeles per registrare il suo primo album che contiene il singolo apripista The rose, cover di Bette Midler, altre cover, dalle famose And I'm telling you (I'm not going) e I believe I can fly, alla ritmata Superstar e un paio di brani inediti. Il 14 novembre esce in America il primo album omonimo Bianca Ryan che raggiunge la numero 57 della classifica Billboard.
Bianca Ryan è la prima artista ad aver firmato per la SYCOmusic, etichetta fondata da Simon Cowell facente parte della Sony BMG.
Il 7 agosto 2007 viene pubblicato su iTunes il singolo That's not me che vede Bianca cresciuta sia vocalmente che artisticamente. Molti la paragonano ad Avril Lavigne.

## Discografia
- Bianca Ryan (2006)
- Why Couldn't It Be Christmas Everyday? (2007)

## Filmografia
- Twelve and Holding (2006)